# Legion de San Diego
Ne doit pas être confondu avec Legion de Californie.
Maillots
Actualités
La Legion de San Diego (officiellement en anglais : San Diego Legion) est une franchise américaine de rugby à XV basée à San Diego.
Créée en 2017, elle évolue en Major League Rugby jusqu'en 2025, date de l'union avec le Rugby Football Club Los Angeles ayant donné naissance à la Legion de Californie.

## Histoire
Alors que le projet de la Major League Rugby est dévoilé en février 2017, la ville de San Diego ne fait pas partie des neuf membres initialement désignés ; elle obtient finalement la place de Minneapolis. La Legion fait ainsi partie des sept équipes participant à l'édition inaugurale.
Pour les deux premières éditions de la compétition, San Diego se pose comme une équipe forte de la ligue avec une demi-finale puis une finale perdue au bout du suspens contre Seattle. L'équipe est entourée d'un fort engouement, suscité en autre par le recrutement de la star mondiale Ma'a Nonu. Le Torero Stadium, son stade d'alors, accueille un public fidèle et bruyant et les assistances sont bonnes à l'échelle de la MLR.
Toutefois, le hiatus provoqué par la crise liée à la pandémie de Covid-19 semble casser l'élan sportif et l'équipe va ensuite accomplir deux saisons très décevantes qui se concluent sans phase finale alors même que San Diego est toujours cité parmi les favoris. C'est en 2023 que San Diego retrouve des résultats à la hauteur de sa réputation et de son effectif : emmenée par plusieurs joueurs en très grande forme, notamment Sama Malolo et Nate Augspurger, l'équipe arrive à nouveau en finale, battue d'un point par les Free Jacks.
En prévision de la saison 2026, les franchises californiennes de la San Diego Legion et du Rugby Football Club Los Angeles actent leur union le 30 juillet 2025 afin de former une entité unique, la California Legion,.

## Identité visuelle

### Maillots
|  | Domicile 2018-19 | Domicile 2019-22 |  | Extérieur 2018-22 |  | Domicile 2023- |  | Extérieur 2023- |

### Logo

Évolution du logo
Depuis 2017

## Stades
Le club joue au Torero Stadium ; cette enceinte accueillait deux ans plus tôt les Breakers de San Diego, franchise de PRO Rugby ayant cessé ses activités au bout d'une saison.
Après une saison 2020 tronquée par la pandémie de Covid-19 aux États-Unis, une relocalisation temporaire à Las Vegas est annoncée afin d'assurer l'organisation de la saison 2021, étant donné l'évolution sanitaire en Californie du Sud. Néanmoins, leur point de chute du Nevada ayant été entre-temps aménagé en centre de vaccination après une rencontre jouée, l'équipe fait son retour en Californie du Sud.
Alors que le Snapdragon Stadium est en construction, la franchise annonce en février 2022 qu'elle y élira domicile à compter de la saison 2023 ; elle s'installe provisoirement pour la saison 2022 au SDSU Sports Deck. 
La Legion annonce le 15 novembre 2022 que son premier match au Snapdragon Stadium va se dérouler le 18 février 2023, face aux Warriors de l'Utah, à l'occasion d'une rencontre de la Major League Rugby,. La Legion de San Diego l'emporte sur le score de 33-17 et le premier essai est marqué par Faka'osi Pifeleti (en). Le match se joue devant 11 423 spectateurs, ce qui constitue le record d'affluence pour un match de MLR. Le précédent datait de 2021, à l'occasion du match opposant les Giltinis de Los Angeles au Rugby ATL et s'élevait à 7 389 spectateurs.
Après des saisons 2023 et 2024 où le club annonce des moyennes de 11 400 puis 12 000 spectateurs par match, l'équipe retourne au Torero Stadium pour la saison 2025. Le Snapdragon ne sera utilisé qu'en cas de phase finale.

## Effectif 2025
| Poste            | Nom                  | Naissance         | Nationalité      | International | Dernier club              | Arrivée au club |
| ---------------- | -------------------- | ----------------- | ---------------- | ------------- | ------------------------- | --------------- |
| Pilier           | Chris Baumann        | 18 mai 1987       | États-Unis       | 25 (10)       | Leicester Tigers          | 2021            |
|                  | Darcy Breen          | 28 avril 1999     | Australie        | -             | Waratahs                  | 2023            |
|                  | Oliver Kane          | 25 août 1997      | États-Unis       | -             | Formé au club             | 2023            |
|                  | Faka'osi Pifeleti    | 19 octobre 1996   | États-Unis       | 1 (0)         | Austin Gilgronis          | 2022            |
|                  | Alejandro Pradillo   | 1992              | Mexique          | -             | Kahurangi                 | 2025            |
|                  | Djustice Sears-Duru  | 24 mai 1994       | Canada           | 67 (15)       | Los Angeles Giltinis      | 2023            |
|                  | Nathan Sylvia        | 17 mars 1994      | États-Unis       | 4 (0)         | San Francisco Golden Gate | 2018            |
|                  | Payton Telea-Ilalio  | 17 août 1998      | États-Unis       | -             | Austin Gilgronis          | 2023            |
| Talonneur        | Cyrille Cama         | 23 avril 2001     | Fidji            | -             | Randwick District         | 2024            |
|                  | Chris Mickleson      | 7 mars 2003       | Australie        | -             | Brumbies                  | 2023            |
|                  | Hugh Roach           | 11 septembre 1992 | Australie        | -             | Chicago Hounds            | 2024            |
|                  | Lolenisi Veimau      | 9 septembre 1997  | États-Unis       | -             | OMBAC                     | 2024            |
| Deuxième ligne   | Brandon Harvey       | 13 juin 2002      | États-Unis       | -             | Charlotte Tigers          | 2023            |
|                  | Charlie Hewitt       | 6 février 1995    | États-Unis       | -             | Rugby New York            | 2024            |
|                  | Greg Paterson        | 26 mars 1991      | États-Unis       | 34 (5)        | Glasgow Warriors          | 2025            |
|                  | Isaac Ross           | 27 octobre 1984   | Nouvelle-Zélande | 8 (10)        | Austin Gilgronis          | 2023            |
|                  | Jay Tuitivati        | 30 décembre 1996  | Nouvelle-Zélande | -             | Austin Blacks             | 2023            |
| Troisième ligne  | Tupou Ma'afu Afungia | 12 septembre 1999 | Tonga            | 3 (0)         | Hawke's Bay               | 2022            |
|                  | Brendan Amiatu-Tanoi | 25 novembre 2004  | États-Unis       | -             | Formé au club             | 2024            |
|                  | Blair Cowan          | 21 avril 1986     | Écosse           | 18 (10)       | Black Rams Tokyo          | 2023            |
|                  | Vili Helu            | 20 mars 1996      | États-Unis       | 3 (0)         | Rugby ATL                 | 2024            |
|                  | Finn Kearns          | 4 mai 1999        | Australie        | -             | Randwick District         | 2023            |
|                  | Christian Poidevin   | 9 septembre 1998  | Australie        | -             | Los Angeles Giltinis      | 2023            |
|                  | Paddy Ryan           | 13 octobre 1998   | États-Unis       | 5 (5)         | Coventry RFC              | 2024            |
|                  | Tevita Tameilau      | 22 janvier 1990   | États-Unis       | 15 (10)       | Glasgow Warriors          | 2019            |
|                  | Chris Turori         | 27 novembre 1993  | États-Unis       | -             | OMBAC                     | 2015            |
| Demi de mêlée    | Nick Boyer           | 17 juillet 1993   | États-Unis       | 1 (0)         | Houston SaberCats         | 2024            |
|                  | Danny Christensen    | 11 mai 1990       | États-Unis       | -             | Dallas Jackals            | 2024            |
|                  | Connor Tupai         | 8 décembre 1999   | Nouvelle-Zélande | -             | Northampton Saints        | 2024            |
| Demi d'ouverture | Matt Giteau          | 29 septembre 1982 | Australie        | 103 (698)     | Los Angeles Giltinis      | 2024            |
|                  | Harris Rutherford    | 14 mai 2003       | Écosse           | -             | Gala RFC                  | 2024            |
| Centre           | Marcel Brache        | 15 octobre 1987   | États-Unis       | 28 (10)       | Austin Gilgronis          | 2023            |
|                  | Luke Burton          | 17 février 1994   | Australie        | -             | Los Angeles Giltinis      | 2023            |
|                  | Alex Horan           | 4 avril 1997      | Australie        | -             | Seattle Seawolves         | 2024            |
|                  | Tiaan Loots          | 1er février 1992  | Afrique du Sud   | -             | Houston SaberCats         | 2020            |
|                  | Ma'a Nonu            | 21 mai 1982       | Nouvelle-Zélande | 103 (155)     | East Coast                | 2022            |
| Ailier           | Tomas Aoake          | 6 septembre 1995  | Nouvelle-Zélande | -             | North Harbour             | 2022            |
|                  | Ryan James           | 19 septembre 1999 | États-Unis       | 1 (0)         | Los Angeles Giltinis      | 2023            |
|                  | Matai Leuta          | 20 juillet 1990   | États-Unis       | -             | Chicago Hounds            | 2024            |
|                  | James Vaifale        | 15 décembre 1994  | États-Unis       | -             | Dallas Jackals            | 2023            |
|                  | Filimoni Waqainabete | 30 août 1996      | Fidji            | -             | Shimizu Blue Sharks       | 2022            |
| Arrière          | Chris Mattina        | 31 mars 1993      | États-Unis       | 8 (0)         | Chicago Hounds            | 2024            |

## Palmarès
- Finaliste de la MLR en 2019 et 2023

| Saison | Classement | Conférence | Pts | MJ | V  | N | D  | PM  | PE  | Diff  | B  | Phase finale                       |
| ------ | ---------- | ---------- | --- | -- | -- | - | -- | --- | --- | ----- | -- | ---------------------------------- |
| 2018   | 3e         | -          | 24  | 8  | 5  | 0 | 3  | 214 | 201 | + 13  | 4  | Demi-finale contre Seattle (24-38) |
| 2019   | 1er        | -          | 61  | 16 | 12 | 1 | 3  | 457 | 296 | + 161 | 12 | Finale contre Seattle (23-26)      |
| 2020   | 1er        | Ouest      | 23  | 5  | 5  | 0 | 0  | 161 | 108 | + 53  | 3  | saison annulée                     |
| 2021   | 4e         | Ouest      | 38  | 16 | 6  | 0 | 10 | 430 | 464 | - 34  | 14 | non qualifié                       |
| 2022   | 5e         | Ouest      | 43  | 16 | 8  | 0 | 8  | 475 | 428 | + 47  | 8  | non qualifié                       |
| 2023   | 1er        | Ouest      | 74  | 16 | 15 | 0 | 1  | 554 | 285 | + 269 | 14 | Finale contre New England (24-25)  |
| 2024   | 3e         | Ouest      | 55  | 16 | 11 | 0 | 5  | 421 | 374 | + 47  |    | non qualifié                       |
| 2025   | 5e         | Ouest      | 48  | 16 | 8  | 0 | 8  | 490 | 429 | + 61  | 16 | non qualifié                       |